# Palača Bajamonti-Dešković
Palača Bajamonti-Dešković u Splitu, Hrvatska, na adresi Trg dr. Franje Tuđmana 3 i Ban Mladenova 2, zaštićeno je kulturno dobro.

## Opis
Sagrađena je 1858. godine u doba klasicizma i napravljena je po uzoru na renesansu što je čini neorenesansnom graďevinom. Izgrađena je oko 1858. kao dom splitskog načelnika dr. Antonija Bajamontija, na mjestu porušenog jugozapadnog baroknog bastiona Šperun. Od 1900. je u vlasništvu obitelji Dešković. U salonima na prvom katu stropove je alegorijskim prikazima oslikao Antonio Zuccaro 1858. godine. Iznad krovnog vijenca na glavnom pročelju četiri su monumentalna kamena kipa, alegorije Vrlina, porijeklom iz Venecije iz 18. st. Krajem 19. i u prvoj polovici 20. stoljeća u potkrovlju palače nalazili su se ateljei istaknutih splitskih fotografa i slikara. Najreprezentativniji je primjer stambene arhitekture Splita 19. stoljeća, izrazitih stilskih i urbanističkih vrijednosti.

## Zaštita
Pod oznakom Z-5616 zavedena je kao nepokretno kulturno dobro - pojedinačno, pravna statusa zaštićena kulturnog dobra, klasificiranog kao profana graditeljska baština, javne građevine.